# 三人娘
三人娘（さんにんむすめ）とは、主に若手の同世代の女性歌手3人の総称、もしくはその3人によるユニット活動である。

## 解説
本来のグループ歌手（例えばキャンディーズ）のように当初からグループ活動を意図して結成されたものではなく、後から所属芸能事務所・レコード会社・マスコミなどにより付けられた「三人をグループ的に扱うためのキャッチコピー」としての意味合いが強い。
従って、結成時期（命名時期）は比較的はっきりしているが、「解散」などといった概念はグループ歌手と異なって無く、ユニットの解消は自然消滅のように起こる。芸能活動の性質としては、グループ歌手と比べて独立性が強いものから、ソロ活動よりユニットとしての活動が多かったものまで幅広い。また、同世代の同じジャンルの歌手で構成されているので、メンバー同士がお互いにライバルでもあり、世間から何かと比較もされやすい。ユニットが自然消滅した後でもしばしば比較される場合もある。中には、機会があるごとに再集結するユニットも存在する。

## 主な三人娘
- 初代三人娘 - 黒柳徹子、横山道代（現・横山通乃）、里見京子、（又は水谷良重）
『ヤン坊ニン坊トン坊』で声優として主演し、一躍人気を集め、日本のタレントで初めて「三人娘」と呼ばれたユニットである。登場当初は単に「三人娘」と呼ばれたが後発組が「～三人娘」と言う名称を使用することが多くなったため、後年に識別上「初代三人娘」と言われることが多くなった。なお里見ではなく、水谷良重（のち2代目水谷八重子）とする場合もある。
- NHK三人娘 - 馬渕晴子、冨士眞奈美、小林千登勢、（又は黒柳徹子）
テレビ放送初期のころ、NHK専属の女優であった3人がドラマ『輪唱』をきっかけに人気を獲得し、こう評された。この3人のうち1人を黒柳徹子と入れ替えて紹介されている場合もある。
- 七光り三人娘 - 朝丘雪路、水谷良重、東郷たまみ
服部良一の下で歌を習っていた3人がそれぞれ、伊東深水（朝丘）、14代目守田勘弥・初代水谷八重子（水谷）、東郷青児（東郷）、という大御所の愛娘であったことを逆手に取り、メンバーの水谷が自ら命名。1950年代半ばから後半にかけて共に共演し、名を売った。東郷は早くに芸能界を引退し、父同様に絵画の道へ進んだが、朝丘・水谷は女優としても第一線で活躍を続けた。
- 元祖三人娘（ジャンケン娘） - 美空ひばり、江利チエミ、雪村いづみ
当初は、単に「三人娘」と呼ばれていたが、その後いくつもこのユニットにあやかって、「三人娘」が登場したため「元祖三人娘」などの通称が生まれた。主に1950年代後半に活躍。なお「ジャンケン娘」の名は映画の表題に由来する。詳細は三人娘（ジャンケン娘）を参照。
- スパーク3人娘 - 伊東ゆかり、中尾ミエ、園まり
「ナベプロ三人娘」「渡辺プロ三人娘」とも呼ばれる。スパークの名は、「スパークショー」という番組にちなんだ。当時渡辺プロダクションに所属していた歌手により、結成されたユニット。和製ポップスなどを得意とした。主に1960年代前半に活躍。詳細はスパーク3人娘を参照。
- 日活三人娘 - 吉永小百合、松原智恵子、和泉雅子
1960年代に日活青春映画で活躍。それらの作品群は、のちのアイドル映画の原型となった。
- 東芝三人娘 - 小川知子、奥村チヨ、黛ジュン
1960年代後半の歌謡曲黄金時代に活躍した三人の女性歌手。この三人とも東芝音楽工業（現・EMIミュージック・ジャパン）からレコード歌手としてデビューしたことから、この名がついた。
- 三代目三人娘 - 南沙織、小柳ルミ子、天地真理
1970年代アイドルの元祖ともいえる歌手によって結成された三人娘。全員1971年デビューの同期生。ユニットというよりは、同期生のライバルの総称という傾向が強い。美空ひばりらの「（元祖）三人娘」、伊東ゆかりらの「スパーク三人娘」に続く三代目として称された。尚、当時の活動期は単に「三人娘」、または「三代目三人娘」と言われたが、後年便宜上に「新三人娘」の呼称を使われている（当時、この３人を指して「新三人娘」と称されたことはない。詳しくは新三人娘を参照。
- フレッシュ3人娘 - 榊原郁恵、清水由貴子、高田みづえ
1977年にデビューした、新人女性アイドル歌手3人による俗称。「花の中三トリオ」の後継を期待された。詳細はフレッシュ3人娘を参照。
- 角川三人娘 - 薬師丸ひろ子、原田知世、渡辺典子
1980年代角川映画の看板女優として一躍トップアイドルとなる。3人とも歌手として、主演映画の主題歌を歌っている。
- フジの三人娘 - 有賀さつき、河野景子、八木亜希子
1988年に入社したフジテレビの女性アナウンサー（現在は全員退社。このうち有賀は2018年1月30日逝去[1]）3人による俗称。「女子アナブーム」を築き上げ、女子アナウンサーをタレント及びアイドル化させた根源とも言われている。また、「女子アナ」という省略型の用語が定着したのも、この3人の頃からである。
- ウリナリ3人娘 - ウッチャンナンチャンのウリナリ!!に出演していた千秋、ビビアン・スー、藤崎奈々子の番組内での呼称。
- ガーナ3人娘 - 土屋太鳳、松井愛莉、広瀬すず（2014 - 2018年）→浜辺美波、山田杏奈、久間田琳加（2018年 -）
2014年からスタートしたロッテ『ガーナミルクチョコレート』のCMに出演している。CMや広告写真では、左から松井→土屋→広瀬と並んでいるが、年齢順に並べると、上記（土屋：1995年2月3日（30歳）、松井：1996年12月26日（28歳）、広瀬：1998年6月19日（27歳））のようになる。シリーズとしては、『バレンタイン』、『母の日』がある。ロッテCMとの関連で、ロッテのホーム（千葉マリンスタジアム）で、始球式をしたのは、松井（2014年4月14日・VS西武戦、※Fit's関連・2017年5月7日・VSソフトバンク※ガーナチョコ関連）と土屋（2016年3月25日・2017年4月4日いずれも、VS日本ハム※ガーナチョコ関連、2016年8月10日・VS楽天※映画『青空エール』関連）のみで、広瀬のロッテホーム始球式は実現していない。これは、広瀬が『ソフトバンク』（福岡ソフトバンクホークス社主企業）のCMに出演しているからである。）
なお、2018年に、浜辺美波、山田杏奈、久間田琳加へと交代した。この3人は、2000年度生まれの同級生である。（浜辺：2000年8月29日（24歳）・山田：2001年1月8日（24歳）・久間田：2001年2月23日（24歳））広告上の並びは、左から久間田→浜辺→山田の順である。このメンバーでの始球式は、浜辺（2019年3月29日・VS楽天※ガーナチョコ関連）が最初であった。
- UQモバイル3人娘 - 深田恭子、多部未華子、永野芽郁
2016年10月からスタートしたUQモバイルCMに出演している。
- キングレコード声優3人娘 - 上坂すみれ、小倉唯、水瀬いのり
いずれも当時キング・アミューズメント・クリエイティブ本部にレーベル所属し、2017年3月に開催された「KING SUPER LIVE 2017 TRINITY」で共演、同世代かつ次代を担う声優アーティスト3人として扱われた[2]。開催イベント名から「トリニティ（3人娘）」とも呼ばれた[3]。その後小倉は2022年8月に日本コロムビアに移籍している。